# Anacamptis sect. Anacamptis
Anacamptis sect. Anacamptis is een sectie (onderverdeling van een geslacht) die deel uitmaakt van het orchideeëngeslacht Anacamptis. De sectie telt slechts één soort, Anacamptis pyramidalis (hondskruid of piramide-orchis).

## Kenmerken
Voor de kenmerken van deze sectie, zie het hondskruid.

## Taxonomie
De sectie Anacamptis is monotypisch, ze omvat slechts één soort, de piramide-orchis. In de oorspronkelijke definitie van het geslacht Anacamptis was dit de enige soort in het geslacht. De andere soorten zijn recent overgeheveld uit het grotere geslacht Orchis.

### Soortenlijst
- Anacamptis pyramidalis (L.) L.C.M. Richard (1817)
  - Anacamptis pyramidalis subsp. pyramidalis (L.) L.C.M. Richard (1817) (Hondskruid of piramide-orchis)
  - Anacamptis pyramidalis subsp. tanayensis (Chenevard) P. Quentin (1993)